# 1900 au Royaume-Uni

## Événements
- 25 septembre au 24 octobre : Élections générales britanniques de 1900 remportées par le Parti conservateur et le Parti libéral unioniste.

### Février
- 27 février : fondation du Parti travailliste.

### Octobre
- 24 octobre : Winston Churchill est élu pour la première fois au parlement.

## Naissances
- 4 août : Elizabeth Bowes-Lyon, future reine consort du Royaume-Uni.